# Chó Jeju
Chó Jeju (Hangul: 제주개; Hanja: 濟州犬) là một giống chó đã được đưa trở lại từ bờ vực tuyệt chủng vào năm 1986 khi chỉ có ba cá thể của giống chó này được tìm thấy trên toàn bộ đảo Jeju ở Hàn Quốc. Kể từ đó, một chiến dịch sinh sản tích cực đã mang lại số lượng cá thể hiện tại gần 300 con. Tuy nhiên, số lượng chó "thuần chủng" của Jeju chỉ ước tính vào khoảng 69 vào tháng 9 năm 2010.
Trong năm 2010, Hàn Quốc đã chỉ định giống chó Jeju là một động vật di sản quốc gia, sẽ cho phép thực hiện biện pháp bảo vệ của quốc gia. Trước đó, không có đủ cá thể tồn tại để cho phép một sự đặc cách như vậy.

## Ngoại hình
Chó Jeju có trán rộng và nhọn. Theo nhiều phương diện, những con chó Jeju cái trông giống như những con cáo về độ dài và bề ngang của chúng trong khi những con chó đực Jeju trông gần như giống chó sói. Chúng cũng tương đồng với giống chó Jindo Hàn Quốc về màu sắc và kích cỡ. Sự khác biệt chính là chó Jeju có đuôi được dựng đứng lên như chổi. Giống chó này là một trong những con chó lớn nhất ở Hàn Quốc. Chúng có chiều dài trong khoảng từ 49 đến 55 cm, nặng từ 12 đến 16 kg và có tuổi thọ trung bình là 15 năm. Giống chó này có bộ lông màu hoe vàng. Bởi vì tốc độ của chúng cao, chúng lý tưởng trở thành chó trợ giúp săn bắn. Giống chó này cũng được biết đến với vai trò chó săn gà lôi, nai và lửng.
Về tính cách, chúng là những con chó bảo vệ trung thành. Nhưng khi ra lệnh tấn công con mồi, chúng có thể trở nên hung dữ.